# Christina Olumeko
Christina Olumeko, née le 26 novembre 1996 à Copenhague (Danemark), est une femme politique danoise, membre de L'Alternative.

## Biographie
Christina Olumeko entame en 2016 des études en sciences politiques à l'université de Copenhague. Durant ses études, elle travaille pour Danske Gymnasier, l'association des établissements d'enseignement secondaires, et le ministère de la Santé.
Engagée au sein de L'Alternative, elle est élue conseillère municipale de Copenhague  sur la liste conduite par Franciska Rosenkilde lors des élections municipales de novembre 2021.
Elle est élue députée au Folketing lors des élections législatives anticipées du 1er novembre 2022. Après le scrutin, elle quitte son mandat municipal et devient porte-parole de son groupe parlementaire sur plusieurs thématiques, dont les finances,.